# Escudo de Sofía

Escudo de armas de Sofía.

El escudo de armas de Sofía consiste de un escudo dividido en cuatro partes. La imagen de la Iglesia de Hagia Sofía, de la cual la ciudad toma su nombre, está en la parte superior derecha y una figura humana del antiguo pueblo de Serdica, tomada dicha imagen de una antigua moneda que está localizada a la izquierda. Debajo a la derecha el dorado baldachin y la estatua de Apollo Medicus representando los manantiales de agua mineral alrededor de la ciudad, mientras que el lado inferior izquierdo muestra la reserva de Vitosha, la montaña al pie donde se localiza Sofía.
En el centro se encuentra otro pequeño escudo donde aparece el León lamiendo, un tradicional símbolo búlgaro. Una corona de murallas y torres se localiza en la parte superior del escudo, un elemento típico reservado para los escudos de armas de ciudades. En la parte inferior el apodo de la ciudad: Расте, но не старее ("Crece, pero no envejece").